# Boschidar Dimitrow

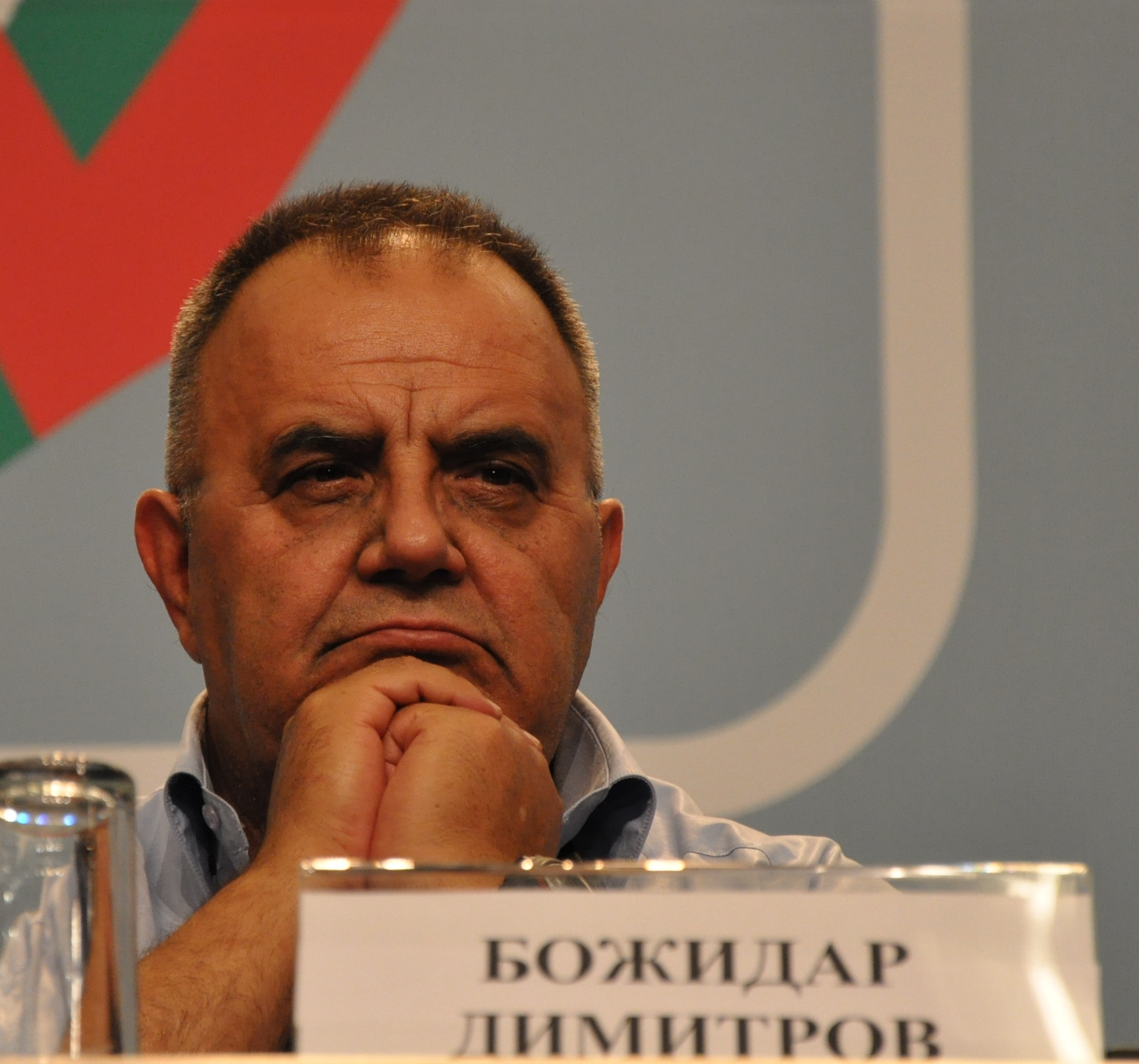
Boschidar Dimitrow (2009)

Boschidar Dimitrow Stojanow (auch Bozhidar Dimitrov Stoyanov transliteriert, bulgarisch Божидар Димитров Стоянов; * 3. Dezember 1945 in Sosopol; † 1. Juli 2018) war ein bulgarischer Historiker und Politiker. Er war langjähriger Direktor des Nationalen Historischen Museums in Sofia und Mitglied des bulgarischen Parlaments, bevor in der Regierung Borissow I von 2009 bis 2011 Minister ohne Geschäftsbereich wurde.

## Familie
Boschidar Dimitrow wurde in der Schwarzmeerstadt Sosopol in einer Flüchtlingsfamilie geboren. Seine Familie stammt aus dem heutigen türkischen Ostthrakien und gehört zu den thrakischen Bulgaren, die dieses Gebiet nach den Verträgen von Sèvres, Neuilly-sur-Seine und Lausanne sowie nach den Balkan- und Weltkriegen räumen mussten.
Boschidar Dimitrow hat im Alter von 33 Jahren die 8 Jahre jüngere Schauspielerin Marta Kantschewa geheiratet, ließ sich von ihr scheiden und heiratete sie später abermals. Das Paar hat eine Tochter.

## Werdegang
Boschidar Dimitrow studierte von 1970 bis 1974 an der Universität Sofia Geschichte und Archäologie. 1974 bis 1975 studierte er am Institut für Paläographie in Paris, 1977 bis 1978 an der Vatikanischen Schule für Paläographie und Diplomatik. 1978 bis 1999 sowie erneut seit Dezember 2001 war er Direktor des Nationalen Historischen Museums. In der Zeit von 1999 bis 2001 war er als Journalist in Burgas und Sofia tätig.
Boschidar Dimitrow nahm am 15. Kongress der Association Internationale des Études Byzantines 1976 in Athen teil.
Seit 2002 leitete er die historische Sendung Pamet Bǎlgarska (Памет българска) im Bulgarischen Nationalen Fernsehen.
Bis zum 11. Juni 2009 war Dimitrow Mitglied der Bulgarischen Sozialistischen Partei, die er aus Protest gegen die Koalition mit der DPS verließ. Danach trat er zur Partei GERB über und wurde ihr Kandidat in der Küstenprovinz Burgas in der Liste für die Parlamentswahl 2009. Dabei wurde er ins Parlament gewählt und konnte den Parteiführer der nationalistischen Partei Attaka, Wolen Siderow, hinter sich lassen.
Nach der Wahl, die von der GERB-Partei gewonnen wurde, wurde Boschidar Dimitrow am 27. Juli 2009 in der Regierung von Bojko Borissow als Minister ohne Geschäftsbereich und für die im Ausland lebenden Bulgaren zuständig vereidigt.
2010 wurde bekannt, dass ein Großteil der bulgarischen Botschafter und Konsuln Mitarbeiter der ehemaligen kommunistischen Staatssicherheit (siehe Bulgarien#Außenpolitik) waren. In diesem Zusammenhang und wegen der Bereitschaft des Ministerpräsidenten Borissow und des Außenministers Nikolaj Mladenow, sich von solchen Mitarbeiten zu trennen, trat Dimitrow als Minister zurück. Sein Nachfolger als Minister für die im Ausland lebenden Bulgaren wurde Rosen Iwanow. Boschidar Dimitrow kehrte zu seiner Arbeit im Nationalen Historischen Museum zurück.
Sein Rücktritt als Minister wurde am 4. Februar 2011 im bulgarischen Parlament bestätigt.
Boschidar Dimitrow teilt in einem Interview für die Zeitung Retro mit, er habe gespürt, dass seiner Arbeit als Minister von einigen Nachbarländern sowie von großen Ländern der EU Widerstand geleistet wurde und beruft sich dabei auf Artikel in den Zeitungen Le Figaro, Die Welt, Daily Mail, die die bulgarische Staatsangehörigkeit betreffen. Seine Entlassung sei auf fremden Druck zurückzuführen. Die erwähnten Zeitungen haben, so Dimitrow, die Zahlen verdreht: während tatsächlich im Jahre 2010  15.000 Menschen die bulgarische Staatsangehörigkeit erlangten, hätten die Zeitungen über 80.000 Menschen berichtet. Nach seinem Rücktritt ist Boschidar Dimitrow auch kein Abgeordneter im Bulgarischen Parlament mehr.
Boschidar Dimitrow ist ehemaliger Mitarbeiter der bulgarischen kommunistischen Staatssicherheit. Dort war er für die Aufklärung und für die Spionage tätig.
Nach ihm ist die Dimitrov Cove benannt, eine Bucht in der Antarktis.

## Politische Ansichten
Laut Boschidar Dimitrow sind Serben und Kroaten praktisch ein Volk, das dieselbe Sprache spricht – Serbokroatisch.
Nach seinen Worten wohnen heute in Mazedonien nur Bulgaren (nach der Behauptung eines Zuschauers, dass während der bulgarischen Wiedergeburt in Makedonien nur Bulgaren gewohnt haben), selbst wenn die heutigen Bulgaren sich anders nennen und zum Teil („bedauerlicherweise größtenteils“) einer „Gehirnwäsche“ unterzogen worden waren.

## Veröffentlichungen (Auswahl)
Boschidar Dimitrow ist Autor von mehr als 20 Monographien.
- mit Aksinija D. Džurova: Slavjanski răkopisi, dokumenti i karti za bălgarskata istorija ot Vatikanskata Apostoličeska Biblioteka i Sekretnija Archiv na Vatikana [IX – XVII vek]. Izdatelstvo Nauka i Izkustvo, Sofia 1978 (Übersetzung des Titels: Slawische Handschriften, Urkunden und Karten zur bulgarischen Geschichte aus der Bibliotheca Apostolica Vaticana und dem Geheimarchiv des Vatikans (9.-17. Jahrhundert)).
- Bulgaria Illustrated History. Sofia 1994, ISBN 954-500-091-0 (2. Auflage 2002).
- Die Bulgaren. Verbreiter der Zivilisation in der Welt der Slawen., Borina, Sofia 1994. ISBN 954-500-038-4
- Християнството в българските земи. Български манастири (aus dem bulg.  Das Christentum in den bulgarischen Gebieten. Bulgarische Klöster, 2001)
- Българите и Александър Македонски (aus dem bulg.: Die Bulgaren und Alexander der Große, 2001)
- Българите — първите европейци (aus dem bulg.: Die Bulgaren – die ersten Europäer, 2002)
- България и Папството (aus dem bulg.: Bulgarien und die Päpste, 2002)
- Аполония Понтика. Един гръцки полис на брега на Черно море. 611 – 72 г. пр. Хр./ (aus dem bulg.: Apollonia Pontika. Ein griechischer Polis an der Küste des Schwarzen Meeres. 611-72. v. Chr.), Verlag Sw. Kliment Ohridski, Sofia 2004. ISBN 954-07-1955-0
- Седемте древни цивилизации в България (aus dem bulg.: Die sieben alten Zivilisationen Bulgariens, 2005)
- Войните на България за национално обединение (aus dem bulg.: Die Kämpfe Bulgariens für die nationale Vereinigung, 2006)
- Светослав Тертер. Цар на българите (1300–1321) (aus dem bulg.: Swetoslaw Terter. Zar der Bulgaren (1300–1321), 2006)
- 10-те лъжи на македонизма (aus dem bulg.: Die zehn Lügen des Makedonismus, 2006)
- Десетте лаги на македонизмот, Verlag Blaze Konevski, Strumica (2006).
- 12 мита в българската история (aus dem bulg.: Die zwölf Mythen in der bulgarischen Geschichte, 2007)